# Ana Cláudia Lemos
Ana Claudia Lemos da Silva (Jaguaretama, CE, 6 de novembro de 1988) é uma  velocista brasileira, especializada nos 100 e 200m rasos. É a atual recordista brasileira e sul-americana dos 200 metros rasos.

## Carreira
Competindo na modalidade de revezamento 4x100 metros, esteve presente nos Jogos Olímpicos de Pequim 2008, como reserva, e participou do Campeonato Mundial de Atletismo de 2009. Ela é a ex-recordista brasileira e sul-americana dos 100 m rasos e recordista dos 200 m rasos com 22s48, obtida no Troféu Brasil, em São Paulo, em 6 de agosto de 2011. Foi também semifinalista, tanto nos 100m quanto nos 200m, do Campeonato Mundial de Atletismo de 2011.
Integrou a delegação que disputou os Jogos Pan-Americanos de 2011, em Guadalajara, no México, onde conquistou duas medalhas de ouro nos 200 m e no revezamento 4x100 m.
Em Londres 2012, participou da prova dos 200 metros, sendo eliminada na primeira fase. Depois, esteve no time brasileiro do revezamento 4x100m rasos feminino, composto por ela, Franciela Krasucki, Evelyn dos Santos e Rosângela Santos, que quebrou o recorde sul-americano nas eliminatórias da prova, com o tempo de 42s55, se classificando à final em sexto lugar. Na final, fizeram o tempo de 42s91, terminando em sétimo lugar.
No Mundial de Moscou 2013, o time composto por Ana Cláudia Lemos, Evelyn dos Santos, Franciela Krasucki e Rosângela Santos bateu o recorde sul-americano na semifinal dos 4x100m femininos, com a marca de 42s29. Porém, estranhamente e sem explicação oficial, a CBAT (Confederação Brasileira de Atletismo) realizou uma estranha mudança de atleta para a final, colocando Vanda Gomes (que nunca havia corrido o revezamento) no lugar de Rosângela Santos, para fechar a prova. Na final, o Brasil vinha em segundo lugar, quase empatado com a Jamaica e com grande possibilidade de ganhar a medalha de prata, e bater novamente o recorde sul-americano quando, na última troca de bastão, Vanda, que fora colocada "no fogo" numa final de Mundial e sem treinamento suficiente para receber o bastão, acabou deixando o mesmo cair.
Nos Jogos Pan-americanos de Toronto 2015, ela correu pela primeira vez os 100 m rasos abaixo dos 11s0, marcando 10s96 para a distância nas eliminatórias, mas os ventos a favor acima do permitido impediram a homologação da marca.
Fora das principais competições internacionais de 2016 por problemas de contusão e doping, em 2017, no Campeonato Mundial de Atletismo disputado em Londres, integrou o revezamento 4x100 m que ficou em 7º lugar na final da prova.

### Doping
Em março de 2016, Ana Cláudia testou positivo em um exame antidoping realizado pela Autoridade Brasileira de Controle de Dopagem (ABCD), mas ainda teve direito em realizar uma contra-prova (amostra B). A substância encontrada no exame de sangue da velocista foi o esteroide anabolizante oxandrolona. Em maio, num segundo julgamento já que o primeiro resultou apenas numa advertência à atleta, ela foi suspensa por cinco meses pelo Superior Tribunal de Justiça Desportiva (STJD), período contado desde março, encerrando-se em 2 de agosto de 2016, o que ainda a permitiria competir nos Jogos do Rio de Janeiro. Foi levado em consideração pelo tribunal a alegação de que a substância foi ingerida acidentalmente pela atleta por causa da contaminação cruzada de um medicamento produzido em farmácia de manipulação. A IAAF descartou recorrer da punição aplicada pelo STJD brasileiro e Ana foi liberada para correr o revezamento 4x100 m feminino na Rio 2016, mas num último momento acabou cortada de equipe por conta de uma lesão no joelho.